# Càmera d'estudi
Les càmeres d'estudi també són anomenades càmeres de banc òptic, càmeres de banc, càmeres tècniques o càmeres de plaques entre d'altres.
Són càmeres de gran format ja que han de ser muntades sobre trespeus pesats, bancs òptics o monorails. S'utilitzen en el món professional; com per exemple en la publicitat, ja que tenen un alt grau de qualitat i alta resolució, útil per a grans ampliacions.
Inicialment eren les càmeres de plaques de vidre.

## Característiques

### Distància d'enfocament
Les càmeres rèflex són estructures fixes. És a dir, un cop l'objectiu es munta en el cos de la càmera, allà es queda. La distància entre la lent i el sensor, així com el seu angle d'incidència, sempre és el mateix. Això produeix que els objectius tinguin una distància mínima d'enfocament. Aquesta limitació, en una càmera de plaques, simplement no existeix. La manxa de la càmera pot allargar-se tant com ho necessitem (o fins i tot empalmar varies manxes). El problema està en l'enfocament a l'infinit amb òptiques molt voluminoses. Podem trobar-nos amb situacions en què no podem apropar més els dos muntants, per pur contacte físic.

### Mida del sensor
El gran format compta amb un sensor més gran que el d'una réflex full frame. Això vol dir que té més qualitat d'imatge (i, generalment, també una mida més gran d'imatge).

### Possibilitat de moure els muntadors o les plaques
En moure les plaques, podem altera l'enfocament i la perspectiva, de formes que una amb reflex no es pot. per exemple, és possible fer una fotografia a un edifici des de la seva base, deixant les línies verticals totalment paral·leles (com podem veure l'exemple de la imatge).
Això s'ha aconseguit deixant el muntador de darrera en paral·lel a la façana de l'edifici, mentre, amb la lent, s'apuntava cap a dalt, per aconseguir l'enquadrament desitjat.

#### Llei de Schiempflug
Si el pla de la lent, el de l'objecte i el del sensor convergeixen en la mateixa línia, la profunditat de camp és infinita. Ho podem veure a l'exemple de l'esquerra. Això vol dir que es pot manipular el pla a partir del que s'expandeix la profunditat de camp al nostre abast. En alguns casos, fins i tot es poden manipular les dues característiques (control de profunditat i enfocament) a la vegada.

## Estructura
1. Muntatge de davant: On es col·loca l'òptica. Qualsevol moviment que es faci en ell, afectarà al punt de vista i l'enfocament de la imatge resultant.
2. Muntatge de darrere: On es col·loca el suport digital (el sensor), o les plaques, si treballem en analògic. Qualsevol moviment que es faci en ell, afectarà la perspectiva de la imatge resultant.
3. Manxa: Impedeix que la llum entri en l'espai de muntatges. És extensible i flexible (com un acordió). En cas de necessitar més espai, es poden empalmar més manxes, i en cas de necessitar menys, es pot substituir per un més curt, o d'un altre tipus.
4. Controls de la càmera: En aquest model (Sinar P3), els controls de càmera són rodes. En altres models, i altres marques, poden ser simples fixadors que deixen anar o fixen els muntatges, que es mouran en empényer-los amb la mà. Els possibles moviments dels muntadors són:
  - Avenç obre el rail
  - Inclinació cap al davant o darrere
  - Gir sobre un eix vertical (respecte al rail)
5. Rail o banc òptic: Subjecta tota l'estructura de la càmera. Permet moure's lliurement als muntatges. Poden col·locar-se prolongacions per enfocar cada cop més a prop.
6. Òptiques: les òptiques de gran format tenen un cercle d'imatge molt més gran que les de reflex, ja que han d'arribar a una àrea molt més amplia, pels possibles moviments de càmera. A més de la seva qualitat òptica, tenen integrat tant el diafragma, com l'obturador, sent un organisme autònom. També és possible col·locar en la càmera altres mecanismes com un obturador mecànic secundari o un disparador remot de flash, que aniria connectat al propi suport digital o a l'objectiu.